# Sonet 69 (William Szekspir)

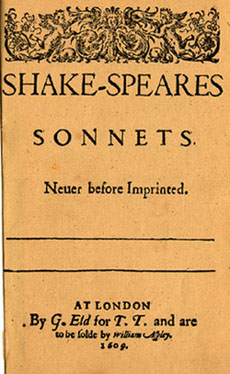
Strona tytułowa pierwszego wydania sonetów Shakespeare’a

Sonet 69 (Myśli serdeczne nie pragną poprawić) – jeden z cyklu sonetów autorstwa Williama Shakespeare’a. Po raz pierwszy został opublikowany w 1609 roku.

## Treść
W sonecie tym podmiot liryczny, który przez niektórych badaczy jest utożsamiany z autorem, adresuje do tajemniczej osoby liczne komplementy, stwierdzając jednocześnie, że nieprzychylni jej ludzie są gotowi zrobić wiele, aby popsuć jej wizerunek.